# Le Cocó
Le Cocó, nombre artístico de Álvaro Muñoz de Gracia (Madrid, 1994), es una drag queen española. En 2024 fue la ganadora de la cuarta temporada de Drag Race España.

## Carrera
Le Cocó compitió en la cuarta temporada de Drag Race España a la edad de 28 años.

## Vida personal
Le Cocó tiene su residencia en Madrid.

## Filmografía
- Drag Race España (temporada 4; 2024)